# Yuzuru Hanyu
Yuzuru Hanyu (japonês: 羽生 結弦, Hepburn: Yuzuru Hanyu, Sendai, Miyagi, 7 de dezembro de 1994) é um patinador artístico japonês. Ele foi duas vezes campeão do Campeonato Mundial (2014 e 2017), tetracampeão da Final do Grand Prix, campeão mundial júnior em 2010, campeão do Campeonato dos Quatro Continentes (2020) e hexacampeão do Campeonato Japonês (2012–2015 e 2020-2021). Foi campeão olímpico em 2014, em Sochi, na Rússia, e bicampeão em 2018 nos jogos de Pyeongchang, na Coreia do Sul, sendo o segundo homem na história a conquistar o bicampeonato nas Olimpíadas de Inverno.
Hanyu também se tornou o recordista olímpico na categoria ao cravar impressionantes 317,85 pontos, na somatória dos programas curto e o longo.

## Principais resultados
| Resultados | Resultados      | Resultados      | Resultados       | Resultados        | Resultados       | Resultados       | Resultados       | Resultados       | Resultados       | Resultados       | Resultados       | Resultados    |
| Internacional | Internacional   | Internacional   | Internacional    | Internacional     | Internacional    | Internacional    | Internacional    | Internacional    | Internacional    | Internacional    | Internacional    | Internacional |
| Evento/Temporada | 2008– 2009      | 2009– 2010      | 2010– 2011       | 2011– 2012        | 2012– 2013       | 2013– 2014       | 2014– 2015       | 2015– 2016       | 2016– 2017       | 2017– 2018       | 2018– 2019       |               |
| --- | --------------- | --------------- | ---------------- | ----------------- | ---------------- | ---------------- | ---------------- | ---------------- | ---------------- | ---------------- | ---------------- | ------------- |
| Jogos Olímpicos |                 |                 |                  |                   |                  | Medalha de ouro  |                  |                  |                  | Medalha de ouro  |                  |               |
| Campeonato Mundial |                 |                 |                  | Medalha de bronze | 4.º              | Medalha de ouro  | Medalha de prata | Medalha de prata | Medalha de ouro  |                  | Medalha de prata |               |
| Campeonato dos Quatro Continentes |                 |                 | Medalha de prata |                   | Medalha de prata |                  |                  |                  | Medalha de prata |                  |                  |               |
| GP Grand Prix Final |                 |                 |                  | 4.º               | Medalha de prata | Medalha de ouro  | Medalha de ouro  | Medalha de ouro  | Medalha de ouro  |                  |                  |               |
| GP Cup of China |                 |                 |                  | 4.º               |                  |                  | Medalha de prata |                  |                  |                  |                  |               |
| GP Grand Prix de Helsinque |                 |                 |                  |                   |                  |                  |                  |                  |                  |                  | Medalha de ouro  |               |
| GP NHK Trophy |                 |                 | 4.º              |                   | Medalha de ouro  |                  | 4.º              | Medalha de ouro  | Medalha de ouro  | WD               |                  |               |
| GP Rostelecom Cup |                 |                 | 7.º              | Medalha de ouro   |                  |                  |                  |                  |                  | Medalha de prata | Medalha de ouro  |               |
| GP Skate America |                 |                 |                  |                   | Medalha de prata |                  |                  |                  |                  |                  |                  |               |
| GP Skate Canada International |                 |                 |                  |                   |                  | Medalha de prata |                  | Medalha de prata | Medalha de prata |                  |                  |               |
| GP Trophée Éric Bompard |                 |                 |                  |                   |                  | Medalha de prata |                  |                  |                  |                  |                  |               |
| CS Autumn Classic International |                 |                 |                  |                   |                  |                  |                  |                  | Medalha de ouro  | Medalha de prata | Medalha de ouro  |               |
| Finlandia Trophy |                 |                 |                  |                   | Medalha de ouro  | Medalha de ouro  |                  |                  |                  |                  |                  |               |
| Nebelhorn Trophy |                 |                 |                  | Medalha de ouro   |                  |                  |                  |                  |                  |                  |                  |               |
| Skate Canada Autumn Classic |                 |                 |                  |                   |                  |                  |                  | Medalha de ouro  |                  |                  |                  |               |
| Internacional – Júnior |                 |                 |                  |                   |                  |                  |                  |                  |                  |                  |                  |               |
| Campeonato Mundial Júnior | 12.º            | Medalha de ouro |                  |                   |                  |                  |                  |                  |                  |                  |                  |               |
| JGP Grand Prix Júnior Final |                 | Medalha de ouro |                  |                   |                  |                  |                  |                  |                  |                  |                  |               |
| JGP JGP Croácia |                 | Medalha de ouro |                  |                   |                  |                  |                  |                  |                  |                  |                  |               |
| JGP JGP Itália | 5.º             |                 |                  |                   |                  |                  |                  |                  |                  |                  |                  |               |
| JGP JGP Polônia |                 | Medalha de ouro |                  |                   |                  |                  |                  |                  |                  |                  |                  |               |
| Nacional |                 |                 |                  |                   |                  |                  |                  |                  |                  |                  |                  |               |
| Campeonato Japonês | 8.º             | 6.º             | 4.º              | Medalha de bronze | Medalha de ouro  | Medalha de ouro  | Medalha de ouro  | Medalha de ouro  | WD               | WD               |                  |               |
| Campeonato Japonês – Júnior | Medalha de ouro | Medalha de ouro |                  |                   |                  |                  |                  |                  |                  |                  |                  |               |
| Equipes |                 |                 |                  |                   |                  |                  |                  |                  |                  |                  |                  |               |
| Jogos Olímpicos |                 |                 |                  |                   |                  | 5.º 5T/1P        |                  |                  |                  |                  |                  |               |
| Troféu Mundial por Equipes |                 |                 |                  |                   |                  |                  | 3T/1P            |                  | 1T/3P            |                  |                  |               |
| |                 |                 |                  |                   |                  |                  |                  |                  |                  |                  |                  |               |
| Legenda: GP = Grand Prix; CS = Challenger Series; JGP = Grand Prix Júnior; WD = Abandonou; T = Posição da equipe; P = Posição individual; Competição não foi disputada nesta temporada; Competição não fez parte do GP/CS; Competição fez parte do GP/CS |                 |                 |                  |                   |                  |                  |                  |                  |                  |                  |                  |               |